# Flevoschool
De Flevoschool is een neutraal bijzondere basisschool in Huizen in de provincie Noord-Holland. De school werd in 1926 geopend als de 'Nieuwe School voor Humanitair Onderwijs'.

## De Nieuwe school
De opening als 'Nieuwe School voor Humanitair Onderwijs' was op woensdag 15 september 1926 op een terrein aan het Eikenlaantje nummer 15 in Huizen. Hier had de Hilversummer Schrijver een nieuwe villa laten bouwen, naar een ontwerp van architect Cornelis de Graaff. Op de begane grond van deze villa waren twee 'leskamers' gebouwd. Om aan de onderwijswet te voldoen kregen de kamers een hoogte van 4,5 meter. Bij de opening waren naast schoolinspecteur F. Eringa en leden van de theosofische Orde van de Ster in het Oosten ook onderwijsvernieuwer Cor Bruijn aanwezig, sinds 2016 hoofd van de Hilversumse Schoolvereniging. De Bruijn was daarvoor ook schoolhoofd geweest van de Humanitaire School ('De Hum') in Laren die in 1903 was opgericht door Jacob van Rees.
Het salaris van de leerkrachten werd betaald uit ouderbijdragen. De eerste leerkrachten namen genoegen met een half salaris. Ze woonden op de eerste verdieping van de villa en waren in de kost bij mede-oprichter Hamming. Omdat de school in een buitenwijk van Huizen stond, waar geen andere scholen waren, werd subsidie bij het ministerie aangevraagd. De eerste leerkrachten startten met twintig leerlingen tussen vijfeneenhalf en twaalf jaar. Na de overplaatsing van het overgrote deel van Pythagorasschool van de "Orde Ster van het Oosten" in Ommen naar Huizen (Valkeveen) steeg het aantal leerlingen naar ongeveer 70. Er werd een internaat aan de school verbonden, dat onder leiding stond van het schoolhoofd en diens vrouw. Het bestuur kreeg vervolgens de een bijdrage van rijkswege.

## Idealisme
Tot mensen van het eerste uur hoorden ook de familie Hamming van de Praktisch-Idealisten-Associatie die in 1918 was opgericht door Leidse studenten. Tot de PIA behoorde een mengeling van christenanarchisten, socialisten, geheelonthouders, vegetariërs en theosofen.
Het streven van de PIA was het helpen van de medemens, in plaats van eigen eer en voordeel na te jagen. De "lagere natuur" van de mens diende te worden beheerst middels geheelonthouding. Daarnaast droegen ook pacifisme en vegetarisme bij aan de vorming tot een beter mens.
Om de idealen van het ideale arbeidsleven te hervormen was in 1925 de werkgroep Orde voor Levende Arbeid (OLA) opgericht. OLA had als motto Alleen Arbeid met liefde verricht en niet voor eigen gewin heeft waarde voor de gemeenschap. Ieder voegt daarbij de eigen kunnen toe. Aldus wordt iedere werker een levende factor, die de ware zin des woords het ideaal Arbeid Adelt uitdraagt. De stichting van De Nieuwe School was een van de tastbare resultaten van de Orde van de Levende Arbeid. Tot de Huizer leden behoorden Harry Hamming en Piet van Stam. Zij richtten in 1927 aardewerkfabriek ESKAF op dat later zou worden voortgezet als HaHo en Potterie De Driehoek.
Naast kennis diende de Humanitaire School gemeenschapsbesef, broederschap en karakter bij te brengen. De leden zetelden voornamelijk in Het Gooi. De onderwijsinspectie beoordeelde het onderwijs als daltononderwijs, dat op meerdere scholen in het Gooi werd gegeven. Zo werd ook volgens het daltononderwijs gewerkt op de Hilversumsche Schoolvereeniging, de Humanitaire school in Laren, de Warinschool in Nederhorst den Berg en in enkele klassen der Gooische school in Laren.
De Nieuwe School kwam een vernieuwende aanpak van lesgeven. Zo werd er niet klassikaal gewerkt, maar in groepjes waarbij de leerlingen elkaar mochten helpen. In de keuze van het werk werd het kind zoveel mogelijk vrij gelaten. De leerkrachten begeleidden vooral door de sluimerende vermogens van de leerling op te wekken. De kinderen gingen ook de natuur in. De andere Huizers keken vreemd aan tegen het 'rode schooltje' van die 'buitenluiers' met hun rietgedekte villa's.
Het leerlingenaantal nam toe waardoor een derde leerkracht werd benoemd. Door ruimtegbrek aan het Eikenlaantje gaf hij les in zijn eigen huis.  Op 20 november 1930 wordt een nieuwe school met vier lokalen betrokken aan de Driftweg, wederom ontworpen door architect De Graaff. In 1957 werden de lokalen vergroot en kwamen er twee lokalen bij. De school kreeg dat jaar bij de heropening haar huidige naam "Flevoschool". In 1985 volgde een verhuizing naar de nieuw gebouwde school aan de Bovenlangwijnseweg 4.